# Kasey Hill
Kasey Hill (ur. 3 grudnia 1993 w Umatilli) – amerykański koszykarz, występujący na pozycji rozgrywającego.
W 2011 (4. miejsce) i 2012 (5. miejsce) wziął udział w turnieju Adidas Nations.
W 2013 wystąpił w meczach wschodzących gwiazd szkół średnich – McDonald’s All-American, Nike Hoop Summit, Jordan Classic. Został też zaliczony do II składu USA Today (2012, 2013).
2 sierpnia 2020 dołączył do Kinga Szczecin. 8 października opuścił klub.

## Osiągnięcia
Stan na 1 listopada 2020, na podstawie, o ile nie zaznaczono inaczej.
NCAA
- Uczestnik rozgrywek:
  - NCAA Final Four (2014)
  - Elite 8 turnieju NCAA (2014, 2017)
- Mistrz:
  - turnieju konferencji Southeastern (SEC – 2014)
  - sezonu regularnego SEC (2014)
- Zaliczony do: 
  - I składu defensywnego SEC (2017)
  - II składu SEC (2017)

Drużynowe
- Brąz ligi:
  - węgierskiej (2018)
  - cypryjskiej (2019)
- Wicemistrz II ligi niemieckiej (ProA – 2020)
- Uczestnik rozgrywek:
  - Ligi Mistrzów FIBA (2017/2018)
  - FIBA Europe Cup (2017/2018)